# Figlie della Sapienza
Le Figlie della Sapienza (in latino Institutum Filiarum a Sapientia) sono un istituto religioso femminile di diritto pontificio: le suore di questa congregazione, dette anche Monfortane, pospongono al loro nome la sigla F.d.L.S. (dal francese Filles de la Sagesse).

## Storia
Le congregazione venne fondata nel 1703 presso l'ospedale di Poitiers da Louis-Marie Grignion de Montfort (1673-1716) e da Marie-Louise Trichet (1684-1759) per l'evangelizzazione dei poveri: il titolo deriva dall'intento di Montfort di istituire una famiglia religiosa consacrata alla sapienza del Verbo incarnato contrapposta alla "falsa sapienza della gente del mondo". La Trichet prese l'abito il 2 febbraio 1709 e nel 1714 ebbe la prima compagna.
Il 1º agosto 1715 Étienne de Champflour, vescovo di La Rochelle, approvò l'istituto che all'epoca contava quattro religiose che gestivano una scuola nella sua città e nel 1732 il re Luigi XV accordò alle suore delle lettere di protezione reale. Concluso il periodo rivoluzionario, Napoleone Bonaparte approvò le Figlie della Sapienza il 27 febbraio 1811.
L'istituto venne approvato da papa Pio IX il 15 novembre 1853 e le sue costituzioni vennero approvate definitivamente dalla Santa Sede il 10 novembre 1904: in base a queste costituzioni, il governo della congregazione spetta al superiore generale della Compagnia di Maria che, oltre a essere il promotore della spiritualità monfortana, unitamente alla madre generale delle Figlie della Sapienza, ha il compito di convocare i capitoli e promulgare i decreti delle suore.
Montfort, beatificato nel 1888, fu proclamato santo da papa Pio XII il 20 luglio 1947; la Trichet è stata dichiarata beata da papa Giovanni Paolo II il 16 maggio 1993.

## Attività e diffusione
Le Figlie della Sapienza si dedicano all'istruzione e all'educazione cristiana dei giovani e all'assistenza degli ammalati, specialmente dei poveri.
Sono presenti in Europa (Belgio, Francia, Italia), in Africa (Repubblica Democratica del Congo, Madagascar, Malawi), in Asia (Filippine, India, Indonesia), nelle Americhe (Argentina, Canada, Colombia, Ecuador, Haiti, Perù, Stati Uniti d'America) e in Papua Nuova Guinea: la sede generalizia è a Roma.
Al 31 dicembre 2005, la congregazione contava 2.003 religiose in 288 case.